# August Bach
August Bach (Rheydt, 30 augustus 1897 - Berlijn, 23 maart 1966) was een Oost-Duits politicus. Hij was een journalist en tussen de twee wereldoorlogen actief voor de Deutsche Demokratische Partei (DDP). Van 1922 tot 1944 gaf hij het blad Berliner Monatshefte uit. In 1945 was hij medeoprichter van de Oost-Duitse Christlich-Demokratische Union Deutschlands (CDU) in Thüringen. In 1947 werd Bach lid van de Duits-Sovjet-Russische Vriendschapsvereniging (DSF) en trad later toe tot het hoofdbestuur. Vanaf 1949 was hij lid van de Volkskammer (parlement) en van 1949 tot 1952 lid van de Thüringer Landdag.
Van 1949 tot 1952 was Bach vicevoorzitter van de Thüringer Landdag. In 1950 werd hij lid van het Hoofdbestuur van de CDU en vanaf 1952 lid van het Presidium van het Hoofdbestuur. Hij was een hoge functionaris binnen de Duits-Sovjet-Russische Vriendschapsvereniging.

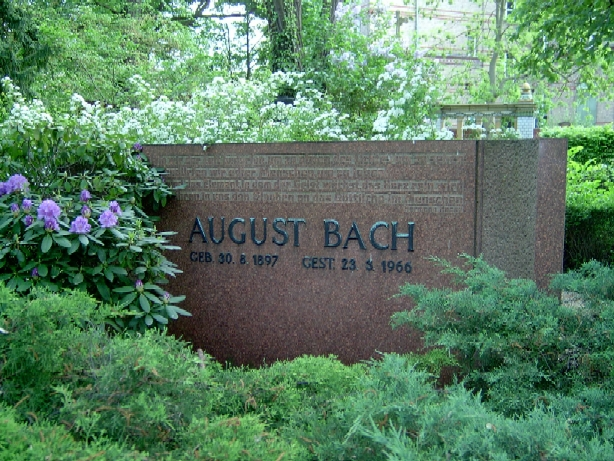
Bachs graf

Van 1955 tot 1958 was hij voorzitter van de Oost-Duitse eerste kamer, de Länderkammer. Van 1958 tot zijn dood was hij voorzitter van de CDU, plaatsvervangend voorzitter van de Volkskammer en vicepremier van de DDR. Van 1963 tot 1966 was Bach lid van het Presidium van de Volkskammer. In 1964 werd hij voorzitter van de (Oost-)Duitse-Franse Vriendschapsvereniging.